# ميلان جابلان
ميلان جابلان (بالصربية: Miljan Jablan)‏ (30 يناير 1985 بفرباس في صربيا - ) هو لاعب كرة قدم صربي في مركز الدفاع. لعب مع ألاشكرت وملادوست بودغوريتسا ونادي سودوفا ماريامبوله ونادي سيليكس ونيمان غرودنو ونادي بروليتر نوفي ساد وRFK Novi Sad 1921 ‏ وFK ČSK Čelarevo ‏ وFC Akzhayik ‏ وFC Kaisar ‏ وبوراتس تشاتشاك ‏ وسبارتاك سوبتيتسا.

## روابط خارجية
- ميلان جابلان على موقع قاعدة بيانات كرة القدم.إي يو (الإنجليزية)
- ميلان جابلان على موقع Soccerway.com (الإنجليزية)